# メールマガジン
メールマガジン（和製英語: mail magazine）は、発信者が定期的にメールで情報を流し、読みたい人が購読するようなメールの配信の一形態。MM、メルマガと略されることも多い。

## 概要
メールマガジンでは、双方向の配信システムを使用するメーリングリストとは異なり、購読者同士で情報交換ができないプッシュメディア方式の配信システムを使用することが一般的である。
英語でいう「Email Newsletter」「Newsletter」「ezine」などは、特定の法人・個人が自社・自分の購読者へ配信するものだけを指す。
つまり文字通りLetter（読者への手紙）なので、三行広告など、他社・他人の広告宣伝媒体的な機能は含まない。
日本初の商用メールマガジンはINTERNET Watchで1995年11月30日にプレ創刊、1996年2月1日に正式創刊とされる。
初期は企業か一部の個人が発行しているものが大半であったが、一般化するにつれて政治家や政党、行政府、自治体、NGOなどでもメールマガジンを発行するようになった。
メールマガジンを発行する場合、内容以外にも受信者の好みや環境の違いに配慮するなど、購読者の満足度向上に工夫が必要となる。配慮すべき項目としては、一回のデータ量、配信頻度、形式（HTMLかテキストか）、配信停止の仕組みなどがある。
また、各種サービス等の提供事業者が、加入者に対して送付する広告メールを「メールマガジン」と称している場合もある。中には、メールアドレスの記入を必須事項とするなどしてアドレスを収集し、アドレスの記入を以って「メール送付を許可された」と拡大解釈して必要以上の頻度でメール送付を続けるといったスパム紛いの行為を行う事業者もある。途中で説明も無く配信が途絶え、事実上廃刊するものもある。
配信代行業者のサービス（メールマガジンスタンド）を利用することで個人でのメールマガジン配信が可能となる。

## 購読と解約
メールマガジンの購読と解約（購読解除）の方法は2種類に分類できる
オプトイン方式
オプトインは、メールマガジンへの参加の意思を確認して許可を取ること。オプトイン方式とは、参加の意思を示したユーザーだけにメールマガジンを送ること。一般的なメールマガジンの形態。企業が会員を募って配信するものなどがこれにあたる。
オプトアウト方式
オプトアウトは、メールの受け取りを拒否する意思を示すこと。購読中止の手続きをすること。オプトアウト方式とは、最初は発信者が読者の意思と関係なくメールマガジンの購読者リストに登録し、購読中止を申し込んだユーザーは配送を止められる。
本人が登録したのではないメールアドレス宛に送信してくるものは、迷惑メール（スパムメール）として規制の対象となっている。
オプトアウト方式のメールマガジンは以下の点でユーザーにとって不利なので勧められない。
- ユーザーに取っては不要な情報のために購読中止するための手間がかかる。
- 相手が迷惑メール業者の場合、購読中止の意思表示をすることがメールアドレスの有効性を示すことになってしまうので、一層迷惑メールが増える危険性がある。

このため、セキュリティ啓蒙を行う団体などでは、オプトイン方式であるべきだとの主張がある。
なお、日本においては、宣伝・広告を目的としたメールは、特定電子メールの送信の適正化等に関する法律にて事前承諾がない受信者への送信を基本的に禁止している（オプトイン方式のみが合法）。2008年以前は、事業者はオプトインを取らなくても件名に「未承諾広告※」と書いてメール仕訳が可能な状態にしておけば、広告メールを送っても違法にはならなかったが、2008年の同法改正後はオプトインが必須となった。